# کیوهیکو اوشیهارا
کیوهیکو اوشیهارا (انگلیسی: Kiyohiko Ushihara; ۲ مارس ۱۸۹۷ – ۲۰ مهٔ ۱۹۸۵) کارگردان فیلم، و فیلم‌نامه‌نویس اهل ژاپن بود.